# Toyota Sports 800
Toyota Sports 800 (яп. トヨタ・スポーツ800) — первый серийный спортивный автомобиль производства Toyota. Прототипом для Sports 800 стала модель Toyota Publica Sports, представленная на Токийском автосалоне 1962 года, с 28-сильным мотором от Toyota Publica 700, и вошедшая в японский рынок экономичных автомобилей. Toyota Sports 800 ласково называют «Yota-Hachi» (яп. ヨタハチ), кратким японским обозначением от «Toyota 8».

## История
В 1965 году автомобиль пошел в реальное производство, с кодом шасси UP15, увеличенным двигателем объёмом от 700 до 800 куб.см, а также двух-камерным карбюратором, что увеличило мощность с 28 до 45 л.с. Этого двигателя было достаточно, чтобы разгонять автомобиль по городу до 70 км/ч, а на гоночном треке до 160 км/ч. Производство началось после появления первого автомобиля Honda, названного Honda S500, автомобили вошли в сегменте рынка, который уже был представлен такими автомобилями, как Datsun Fairlady и Daihatsu Compagno.
Аэродинамичным дизайном автомобиля занимался инженер Тацуо Хасегава. Хасегава был авиаконструктором во времена Второй мировой войны и в результате получился спортивный легкий и маневренный автомобиль. Sports 800 был одним из первых серийных автомобилей с крышей типа тарга. Алюминиевая крыша тарга могла храниться в багажнике, если не использовалась.
Между 1965 и 1969 годами порядка 3 131 единиц было построено субподрядчиком Toyota — Kanto Auto Works. Всего около 10 % от общего числа автомобилей осталось до сегодняшнего дня, большинство из которых находятся в Японии.
Подавляющее большинство из 3 131 автомобилей были с правым рулем, однако, около 300 были леворульными моделями, построенные, в первую очередь, для рынка Окинавы (Окинава, после американской оккупации, передвигалась по «другой стороне», в отличие от остальной части Японии). В «тест-драйвах» Toyota в США использовалось очень ограниченное количество леворульных автомобилей, но Toyota приняли решение не импортировать или продавать автомобили на рынке США.
Существуют тонкие различия в дизайне разных годов. Заметные отличия включают переход от несинхронизированной к синхронизированной коробке передач в 1967 году, изменения решетки и бамперов в 1968 году, габаритных огней в 1969 году. Основной дизайн кузова, однако, оставался неизменным.
Силовым агрегатом оставался 790-кубовый горизонтально-оппозитный двухцилиндровый двигатель с воздушным охлаждением. 0,8-литровый двигатель 2U (45 л.с. при 5400 об/мин) выпускался с 1965 по 1969 годы, в то время как аналогичный 2U-B выпускался с 1966 по 1976 годы (в 1975 году инструкция к автобусу Dyna Coaster Bus говорила, что Toyota использовала 2U-B в качестве отдельного вспомогательного двигателя для привода кондиционера). В менее доработанной форме, 2U также использовался на Publica (UP20/UP26) и MiniAce (UP100).
Вес оставался малым за счет применения алюминия на некоторых кузовных панелях и тонкой стали на корпусе кузова. В течение первых нескольких лет производства, даже каркасы были выполнены из алюминия.

Toyota однажды выпустила прототип Sports 800 Gas Turbine Hybrid, который был представлен на автосалоне в Токио в 1979 году.